# Ки, Фрэнсис Скотт
Фрэ́нсис Скотт Ки (или Кей, англ. Francis Scott Key, 1 августа 1779 — 11 января 1843) — американский юрист и поэт, автор текста государственного гимна США.

## Биография
Фрэнсис Скотт Ки родился в 1779 году в округе Фредерик, штат Мэриленд, в семейном поместье Терра Руба. Изучал право в колледже Сент-Джонс в Аннаполисе, после чего продолжил обучение под руководством своего дяди Филипа Бартона Ки.
Во время Войны 1812 года Фрэнсис Ки вместе с полковником Джоном Скиннером отправились на встречу с представителями британского флота для ведения переговоров по освобождению взятого в плен доктора Уильяма Бинса, друга Ки. Переговоры закончились успешно и Скиннеру, Бинсу и Ки было разрешено вернуться на своё судно. Однако им не было позволено возвратиться в Балтимор, поскольку переговорщикам стали известны расположения британских войск, а также их намерения по нападению на город. В результате за ходом бомбардировки форта Макгенри в Балтиморе Ки наблюдал со своего судна. Героическая защита форта вдохновила его на написание стихотворения «Оборона Форта Макгенри», который позже станет основой текста государственного гимна США — «Знамя, усыпанное звёздами» (англ. The Star-Spangled Banner).
В послевоенное время Ки служил окружным прокурором в Вашингтоне, а также, будучи поэтом-любителем, время от времени писал стихи. Скончался он в 1843 году от плеврита.
Его сын Филип Бартон Ки родился в 1818 году и стал адвокатом. В 1859 году его убил нью-йоркский политик и будущий генерал Дэниель Сиклс.

## Память
Имя Фрэнсиса Скотта Ки носил мост через реку Патапско в Балтиморе, открытый 23 марта 1977 года и разрушенный 26 марта 2024 года в результате столкновения судна с опорой моста (Обрушение моста в Балтиморе).